# 也速
也速（？—？），元朝丞相，蒙古人，月阔察儿之子。
也速由宿卫为官，历任尚乘寺提点，宣政院参议。随丞相脱脱南征，因功为同知中政院事，官至知枢密院事。转战各地，攻打反元义军。为辽阳行省左丞相。至正二十七年，为中书省右丞相，分省于山东。明军北伐，他率军北逃。